# Crimes de guerre des Émirats arabes unis
 (décembre 2024).
La mise en forme du texte ne suit pas les recommandations de Wikipédia : il faut le « wikifier ».
Les points d'amélioration suivants sont les cas les plus fréquents :
- Les titres sont pré-formatés par le logiciel. Ils ne sont ni en capitales, ni en gras.
- Le texte ne doit pas être écrit en capitales (les noms de famille non plus), ni en gras, ni en italique, ni en « petit »…
- Le gras n'est utilisé que pour surligner le titre de l'article dans l'introduction, une seule fois.
- L'italique est rarement utilisé : mots en langue étrangère, titres d'œuvres, noms de bateaux, etc.
- Les citations ne sont pas en italique mais en corps de texte normal. Elles sont entourées par des guillemets français : « et ».
- Les listes à puces sont à éviter, des paragraphes rédigés étant largement préférés. Les tableaux sont à réserver à la présentation de données structurées (résultats, etc.).
- Les appels de note de bas de page (petits chiffres en exposant, introduits par l'outil «  Source ») sont à placer entre la fin de phrase et le point final[comme ça].
- Les liens internes (vers d'autres articles de Wikipédia) sont à choisir avec parcimonie. Créez des liens vers des articles approfondissant le sujet. Les termes génériques sans rapport avec le sujet sont à éviter, ainsi que les répétitions de liens vers un même terme.
- Les liens externes sont à placer uniquement dans une section « Liens externes », à la fin de l'article. Ces liens sont à choisir avec parcimonie suivant les règles définies. Si un lien sert de source à l'article, son insertion dans le texte est à faire par les notes de bas de page.
- La présentation des références doit suivre les conventions bibliographiques. Il est recommandé d'utiliser les modèles {{Ouvrage}}, {{Chapitre}}, {{Article}}, {{Lien web}} et/ou {{Bibliographie}}. Le mode d'édition visuel peut mettre en forme automatiquement les références.
- Insérer une infobox (cadre d'informations à droite) n'est pas obligatoire pour parachever la mise en page.

Pour une aide détaillée, merci de consulter Aide:Wikification.
Si vous pensez que ces points ont été résolus, vous pouvez retirer ce bandeau et améliorer la mise en forme d'un autre article.
 (mars 2025).
Les crimes de guerre des Émirats arabes unis sont des violations du droit pénal international que les Émirats ont commis ou sont accusés de commettre, principalement au Yémen, en Libye et en Syrie. Ces accusations comprennent la détention arbitraire, la torture, les disparitions forcées et un traitement cruel et inhumain. De plus, les Emirats ont été complices des guerres civiles en agissant comme un conduit pour les armes et en soutenant des milices locales abusives,.
Les ÉAU sont obligés d'adhérer aux principes établis dans les quatre conventions de Genève de 1949, qui exigent la protection des civils et des individus ne participant plus aux hostilités, assurant la sauvegarde des droits de l'homme fondamentaux lors des conflits armés. La législation des EAU stipule des sanctions allant de l'emprisonnement à la peine de mort pour les personnes qui violent les dispositions liées aux conflits armés internationaux ou non internationaux.

## Yémen
En mars 2015, les ÉAU étaient un membre influent de la coalition dirigée par l'Arabie saoudite qui est intervenue dans la guerre civile du Yémen, lorsque les Émirats ont déployé 30 avions pour participer aux opérations. Human Rights Watch a documenté près de 90 attaques illégales, dont plusieurs crimes de guerre, menés par la Coalition. L'alliance a attaqué sans discrimination les maisons, les écoles, les hôpitaux et les marchés au Yémen, les armes interdites largement utilisées et l'aide obstruée. Le secrétaire général de l'ONU, Antonio Guterres, a tenu la coalition dirigée par les Émirats arabes unis et la coalition dirigée par l'Arabie saoudite des violations graves contre les enfants du Yémen.

## Libye
Les Émirats arabes unis sont intervenus dans la guerre civile Libye en tant que puissant soutien de la commandant militaire Khalifa Haftar et de son armée nationale libyenne. Des groupes de défense des droits libyens ont accusé les Emirats d'avoir commis plusieurs crimes de guerre en Libye, citant des frappes aériennes directes sur les civils et la perte humaine causée par eux.
En février 2020, des sources françaises ont révélé que l'avion «Antonov 124», qui appartient à Mohammed ben Zayed, a été utilisé pour l'expédition de 3 000 tonnes d'approvisionnement militaire à Haftar.
En mai 2020, le rapport des Nations Unies a révélé que deux sociétés basées à Dubaï, Lancaster 6 DMCC et Opus Capital Asset Limited, ont soutenu la mission de Haftar en déployant les mercenaires occidentaux en Libye.

## Soudan
L’implication des ÉAU dans le conflit soudanais est liée à ses investissements agricoles dans le pays depuis les années 1970. Les Émirats importent 90% de la nourriture du Soudan, bien que la contrebande et le commerce illicites aient rendu le suivi des exportations soudanaises difficiles. En outre, l'analyste soudanais, Amgad Fareid Eltayeb, a noté que les ÉAU visent à garantir ses investissements et à maintenir l'influence au Soudan, y compris en soutenant la présence du RSF dans le pays.
En juin 2024, une enquête de la BBC a trouvé des preuves de l'implication de l'Iran et des Émirats arabes unis pour violer l'embargo sur les armes de l'ONU en fournissant des drones dans le conflit soudanais.